# Hrasztovica
Hrasztovica falu (horvátul: Hrastovica) Horvátországban, Sziszek-Monoszló megyében. Közigazgatásilag Petrinyához tartozik.

## Fekvése
Sziszek városától légvonalban 11, közúton 20 km-re délnyugatra, községközpontjától 6 km-re délre a Báni végvidék középső részén, Petrinya és Donja Budična között, a Petrinjčica bal partján, a patak által vájt hegyszoros kijáratánál, stratégiai fontosságú helyen fekszik.

## Története
A település neve 1272-ben bukkan fel először „terra Hrastoycha” alakban a templomos lovagrend akkori birtokán. 1292-ben birtokként „possessio Harastuycha” néven említik. Vára 1326-ban „Hrasztovicza castrum” alakban bukkan fel az írásos forrásokban. 1334-ben Ivan gorai főesperes már Szent Kvirinről nevezett egyházát is megemlíti „ecclesia sancti Quirini de Hrastovicha” néven. Hrasztovica a középkorban a zágrábi püspökség fontos települése és erődített helye volt falain kívül nyugatra a ferences kolostorral mely a török harcok során pusztult el a 16. században. A településnek a középkorban két vára is volt. A régebbi vár romja Petrinjától délre, Hrasztovica mellett áll. A zágrábi püspökségé, majd 1292 és 1326 között a Babonicsok kezén volt. 1387-ben Luxemburgi Zsigmond hívei elfoglalták. 1435 és 1445 között Tallóci Matkó, 1445 után a Cilleiek tartották megszállva, majd kihalásuk után újra a püspökségé volt. 1419-től kettős várként szerepel, valószínűleg ekkortájt (mások szerint 1300 körül) épült másik vára, amelynek pontos helye ismeretlen. A települést, mely 1453-ban már „civitas”, azaz városi rangot viselt 1584-ben a török elpusztította, ezért középkori épületeiből nem sok maradt.
A 16. század második felétől a 17. század végéig török uralom alatt volt. 1683 és 1699 között a felszabadító harcokban a keresztény seregek kiűzték a térségből a törököt és a török határ az Una folyóhoz került vissza. 1697 körül a Turopolje, a Szávamente, a Kulpamente vidékéről és a Banovina más részeiről előbb horvát katolikus, majd a 18. században több hullámban Közép-Boszniából, főként a Kozara-hegység területéről és a Sana-medencéből pravoszláv szerb családok települtek le itt. Az újonnan érkezettek szabadságjogokat kaptak, de ennek fejében határőr szolgálattal tartoztak. El kellett látniuk a várak, őrhelyek őrzését és részt kellett venniük a hadjáratokban. 1696-ban a szábor a bánt tette meg a Kulpa és az Una közötti határvédő erők parancsnokává, melyet hosszas huzavona után 1704-ben a bécsi udvar is elfogadott. Ezzel létrejött a Báni végvidék (horvátul Banovina), mely katonai határőrvidék része lett. 1745-ben megalakult a Petrinya központú második báni ezred, melynek fennhatósága alá ez a vidék is tartozott. 
A település 1774-ben az első katonai felmérés térképén „Dorf Hrasztovicza” néven szerepel. A katonai határőrvidék megszűnése után Zágráb vármegye Petrinyai járásának része volt. 1857-ben 579, 1910-ben 835 lakosa volt. A 20. század első éveiben a kilátástalan gazdasági helyzet miatt sokan vándoroltak ki a tengerentúlra. 1905. február 12-én itt tartotta alakuló ülését a Horvát Parasztpárt (HSS, ma HPSS). Középkori Szentlélek-temploma 1917-ben vigyázatlanságból leégett és már nem épült újjá. 1918-ban az új szerb-horvát-szlovén állam, majd később Jugoszlávia része lett. A II. világháború idején a Független Horvát Állam része volt. A háború után a béke időszaka köszöntött a településre. Enyhült a szegénység és sok ember talált munkát a közeli városokban. A délszláv háború előestéjén lakosságának 96%-a horvát nemzetiségű volt. A falu 1991. június 25-én a független Horvátország része lett, de néhány hónap múltán 1991 szeptemberében elfoglalták a szerb erők és a Krajinai Szerb Köztársasághoz csatolták. A falut 1995. augusztus 6-án a Vihar hadművelettel foglalta vissza a horvát hadsereg. A szerb lakosság többsége elmenekült. 2011-ben 464 lakosa volt.

## Népesség
| Lakosság változása | Lakosság változása | Lakosság változása | Lakosság változása | Lakosság változása | Lakosság változása | Lakosság változása | Lakosság változása | Lakosság változása | Lakosság változása | Lakosság változása | Lakosság változása | Lakosság változása | Lakosság változása | Lakosság változása | Lakosság változása |
| ------------------ | ------------------ | ------------------ | ------------------ | ------------------ | ------------------ | ------------------ | ------------------ | ------------------ | ------------------ | ------------------ | ------------------ | ------------------ | ------------------ | ------------------ | ------------------ |
| 1857               | 1869               | 1880               | 1890               | 1900               | 1910               | 1921               | 1931               | 1948               | 1953               | 1961               | 1971               | 1981               | 1991               | 2001               | 2011               |
| 579                | 735                | 711                | 770                | 821                | 835                | 771                | 778                | 605                | 613                | 645                | 602                | 582                | 584                | 507                | 464                |

## Nevezetességei
- Szent Bertalan tiszteletére szentelt római katolikus plébániatemploma 1840 és 1843 között épült a régi faépület helyén. 1891 és 1894 között nagyrészt Karol Koranić kereskedő költségén megújították. Belsejét Marko Antonini zágrábi festő festette. A régi, a vár falai közelében állt Szentlélek plébániatemplomból hozták át a Szentlélek eljövetelét ábrázoló festményt. Tornyának falai megrepedtek az 1909-es földrengésben. A templomot mint kulturális műemléket 1991-ben elkezdték felújítani, de a munkák nem fejeződhettek be, mert a jugoszláv néphadsereg egységei lerombolták. A háború után az eredeti helyén teljesen újjáépítették.

- Hrasztovica középkori várának romjai a Szentlélek templom maradványaival. A vár a 13. században épült, 1326-ban „castrum Hrasztovicza” néven említik először. Tulajdonképpen kettős vár volt, mely egy-egy nagyobb toronyból és az azokat övező falból állt. Az ún. Alsóvár a 20. század elején leégett Szentlélek templom romjaitól délre, egy a környező tereptől jól elkülönülő domb tetején állt. A templomot az Alsóvárral egy völgyzáró fal kötötte össze, ennek ma már csak egy rövid falszakasza áll. Az Alsóvárnak mára csak az alapfalai maradtak. Innen keleti és nyugati irányban is egy fal húzódott, mely keleten az egykori kapuig, nyugaton pedig a Felsővárig ért. Az Alsó- és Felsővár közötti fal ma már csak nyomokban látható. A Felsővár tornyának a déli és keleti fele mára leomlott, a tornyot körítő falból csak egy kisebb szakasz áll. A Felsővárnak az egykori városfalhoz közeli részén egy hengeres torony tekintélyes romjai állnak. A városfalakból csak a templomtól nyugatra emelkedő, mintegy 15 méter hosszú falszakasz áll az eredeti magasságában. A középkori város nyugati része teraszos beépítésű volt, míg a keleti rész lejtősen épült be. Maradványait a mai településtől északnyugatra, a Varoš nevű helyen találjuk. 1583-ban a Felsővárat királyi engedéllyel lerombolták, az Alsóvárat pedig 1584-ben a várossal együtt a török pusztította el.

- A Varoš nevű helyen történelem előtti település maradványai is találhatók.

- A Horvát Parasztpárt 1905-ös megalakításának emléktáblája.